# Eumelea phoenissa
Eumelea phoenissa är en fjärilsart som beskrevs av W. Warren 1905. Eumelea phoenissa ingår i släktet Eumelea och familjen mätare. Inga underarter finns listade i Catalogue of Life.